# Noctuelia josialis
Noctuelia josialis là một loài bướm đêm trong họ Crambidae.